# 湘山
湘山：今洞庭湖中的君山，古称洞庭山、湘山、有缘山，与岳阳楼遥遥相对，取意神仙“洞府之庭”。总面积0.96平方公里，由大小七十二座山峰组成，被《道书》列为天下第十一福地，现为国家AAAAA级旅游区。
传说这座“洞庭山浮于水上，其下有金堂数百间，玉女居之，四时闻金石丝竹之声，彻于山顶”。后因舜帝的两个妃子娥皇、女英葬于此，屈原在《九歌》中称之为湘君和湘夫人，故后人将此山改名为君山。

## 古籍记载
《史记·五帝本纪》记载：黄帝南至于江，登熊、湘。北逐荤粥。湘，即湘山也。【集解】地理志：湘山在长沙益阳县。《括地志》：湘山一名艑山，在岳州巴陵南十八里也。《史记·秦始皇本纪》：始皇二十八年 (前219)，“浮江，至湘山祠。逢大风，几不得渡。上问博士曰：‘湘君何神?’博士对曰：‘闻之，尧女，舜之妻，而葬此。’于是始皇大怒，使刑徒三千人皆伐湘山树，赭其山。”《水经注》谓之君山。
唐《史记正义》引《括地志》云:“黄陵庙在岳州湘阴县北五十七里，舜二妃之神。二妃冢在湘阴北一百六十里青草山上。盛弘之荆州记云青草湖南有青草山，湖因山名焉。列女传云舜陟方，死於苍梧。二妃死於江湘之间，因葬焉。”按：湘山者，乃青草山。山近湘水，庙在山南，故言湘山祠。
《读史方舆纪要》记载：唐天复二年，淮南将李神福败荆南帅成汭于君山。后唐天成三年，吴将苗璘攻楚岳州，至君山，及还，为楚将许德勋所擒。宋绍兴五年岳飞伐君山木为巨筏，塞洞庭诸汊港，擒斩杨么，是也。《志》云：山方六十里，状如十二螺髻，亦名洞庭山。《山海经》：洞庭之山，帝之二女居之，盖尧女湘君尝居此。又名酒香山，山有仙酒。汉武使栾巴求得之，为东方朔所窃饮。今春时山中往往闻酒香也。《道书》以君山为第一福地。艑山，在府南五里君山东，洞庭之涯，状如浮舟。《水经注》谓之编山。《括地志》以为即泂山。